# 1. Division (Luxemburg) 1925/26
Die 1. Division 1925/26 war die 16. Spielzeit der höchsten luxemburgischen Fußballliga.
Red Boys Differdingen gewann den zweiten Titel in der Vereinsgeschichte.

## Abschlusstabelle
| Pl. | Verein                    | Sp. | S  | U | N  | Tore    | Quote | Punkte |
| --- | ------------------------- | --- | -- | - | -- | ------- | ----- | ------ |
| 1.  | Red Boys Differdingen (P) | 14  | 11 | 0 | 3  | 052:230 | 2,26  | 22:60  |
| 2.  | Spora Luxemburg (M)       | 14  | 10 | 1 | 3  | 027:210 | 1,29  | 21:70  |
| 3.  | Fola Esch                 | 14  | 9  | 0 | 5  | 030:220 | 1,36  | 18:10  |
| 4.  | Jeunesse Esch             | 14  | 7  | 1 | 6  | 031:240 | 1,29  | 15:13  |
| 5.  | Union Luxemburg           | 14  | 7  | 0 | 7  | 036:240 | 1,50  | 14:14  |
| 6.  | Red Black Pfaffenthal (N) | 14  | 4  | 3 | 7  | 017:260 | 0,65  | 11:17  |
| 7.  | Stade Düdelingen          | 14  | 2  | 2 | 10 | 031:430 | 0,72  | 06:22  |
| 8.  | US Esch (N)               | 14  | 1  | 3 | 10 | 017:580 | 0,29  | 05:23  |

| (M) | amtierender Meister             |
| (P) | amtierender Pokalsieger         |
| (N) | Neuaufsteiger aus der Promotion |

### Kreuztabelle
Die Kreuztabelle stellt die Ergebnisse aller Spiele dieser Saison dar. Die Heimmannschaft ist in der linken Spalte, die Gastmannschaft in der oberen Zeile aufgelistet.
| 1925/26               | Red Boys Differdingen | Spora Luxemburg | Fola Esch | JEU | Union Luxemburg | RBP | Stade Düdelingen | USE |
| --------------------- | --------------------- | --------------- | --------- | --- | --------------- | --- | ---------------- | --- |
| Red Boys Differdingen |                       | 2:3             | 2:0       | 0:5 | 4:2             | 2:0 | 4:2              | 7:0 |
| Spora Luxemburg       | 0:6                   |                 | 2:0       | 2:0 | 1:0             | 1:2 | 5:1              | 0:0 |
| Fola Esch             | 2:4                   | 2:4             |           | 2:1 | 2:1             | 3:1 | 5:1              | 3:0 |
| Jeunesse Esch         | 5:2                   | 1:2             | 2:1       |     | 0:3             | 0:1 | 2:0              | 1:1 |
| Union Luxemburg       | 1:2                   | 3:0             | 1:2       | 2:0 |                 | 0:1 | 3:2              | 8:2 |
| Red Black Pfaffenthal | 0:1                   | 2:3             | 1:4       | 3:6 | 1:3             |     | 1:1              | 3:1 |
| Stade Düdelingen      | 2:5                   | 2:3             | 1:2       | 4:5 | 4:2             | 0:0 |                  | 9:2 |
| US Esch               | 1:11                  | 0:1             | 1:2       | 1:3 | 3:7             | 1:1 | 4:2              |     |